# AKM

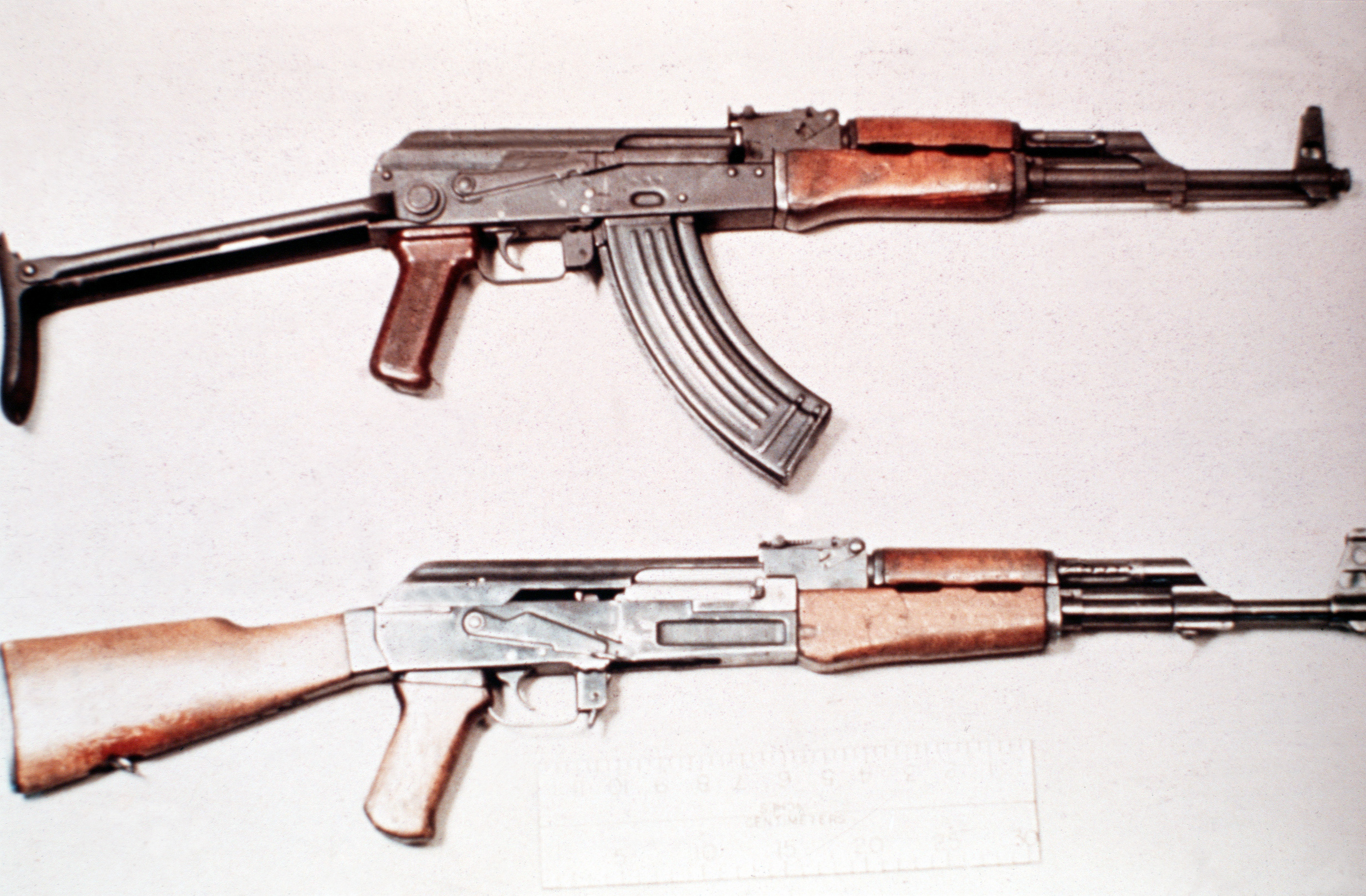
Az AKMSZ – az AKM behajtható válltámaszos változata – (fent) és az AK–47 (lent)

Az AKM az AK–47 továbbfejlesztett változata. A továbbfejlesztés fő szempontja a könnyebb gyárthatóság volt, bár kezelhetőségi fejlesztéseket is végeztek rajta. Könnyebb fegyver, amely 1959-es kifejlesztését követően 1961-ben lépett szolgálatba, széles körben felhasználva a sajtoltfém-részeket, valamint a műanyagot. Rendelkezik egy tűzgyorsaság-szabályzóval (kakaskésleltető) és csőszájfékkel (muzzle brake), amely egyben kompenzátorként is funkcionál. Ennek a legjellemzőbb változata a ferde vágású csőszájfék, amely csökkenti a visszarúgást és a fegyver felfelé mozgását sorozatlövés közben; valamint  fenntartja az elődje tüzelésének magas és pontos értékeit. Felszerelhető fénykibocsátó vagy infravörös távcsővel és egy több rendeltetésű bajonettel. A fegyver beszerezhető akár fatusával, akár visszahajtható fém válltámasszal, amely változatot AKMSZ-nek neveztek el.
Az AKM ma is népszerű a különböző szabadságharcos csoportok körében, és bár az AK–74 modernebb fegyver, ez a mai napig a legelterjedtebb Kalasnyikov-változat. A 20. századi történelem során rengeteg helyen került felhasználásra, Vietnámtól Afganisztánon át egészen az 1990-től 1995-ig tartó délszláv háborúig.
E fegyveren történt néhány átalakítás az AK-47-hez képest. A tár feletti nagy négyszögletes bemélyedést egy kisebb romboid alakúra cserélték, és beiktatták a kakaskésleltetőt (lövéskor egy pillanatra ellenáll a kakas előre irányuló mozgásának, így a tűzgyorsaság 750 lövés/ percről 650-re csökkent, így sorozatlövéskor kezelhető a fegyver). Viszont a tervezők mintha rosszul mérték volna fel az említett módosítások következményeit, így a fegyver nézőkéjét átkalibrálták 1000 méterre, noha ekkora távolságot még az akkoriban újonnan kifejlesztett M43-as tölténnyel sem lehet elérni.